# Martin Mutschmann

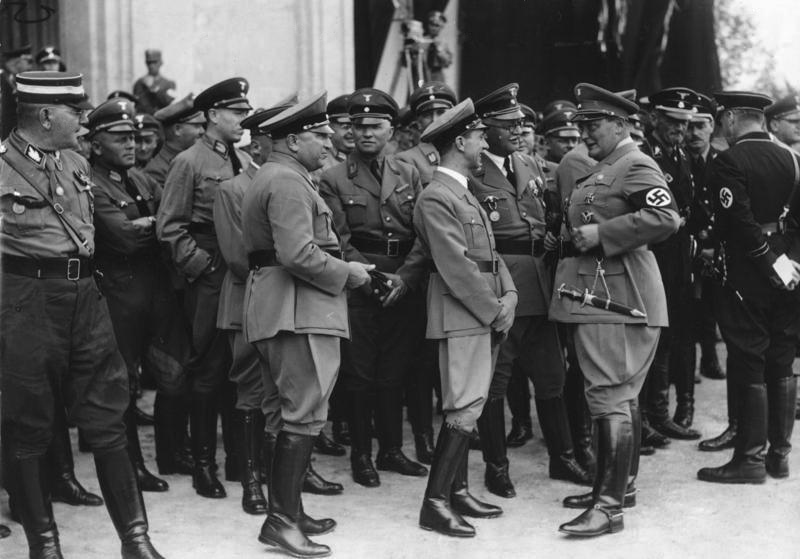
Mutschmann à gauche de Joseph Goebbels, journée du NSDAP à la Luitpoldhalle de Nuremberg.

Martin Mutschmann, né le 9 mars 1879 à Hirschberg (Saale) dans l'arrondissement de Saale-Orla, mort le 14 février 1947 à Moscou, était un patron de PME et un homme politique allemand, membre du parti nazi. Gauleiter de Saxe dès 1925, il entre au Reichstag comme député à partir de 1930 ; il est nommé Reichsstatthalter de Saxe en 1933, puis ministre-président de Saxe à partir de 1935.
Condamné à mort à Moscou en 1947, il a été pendu le 14 février 1947.